# Dyspetes curvicarinatus
Dyspetes curvicarinatus là một loài tò vò trong họ Ichneumonidae.